# Europapokal der Landesmeister 1965/66
Der Europapokal der Landesmeister 1965/66 war die 11. Auflage des Wettbewerbs. 31 Klubmannschaften nahmen teil, darunter 30 Landesmeister der vorangegangenen Saison und mit Inter Mailand der Titelverteidiger.
Die Teilnehmer spielten im reinen Pokalmodus mit (bis auf das Finale) Hin- und Rückspielen um die Krone des europäischen Vereinsfußballs. Bei Torgleichstand zählte in den ersten beiden Runden zunächst die größere Zahl der auswärts erzielten Tore und ab dem Viertelfinale wurde ein Entscheidungsspiel fällig. Gab es immer noch keine Entscheidung, wurde eine Münze geworfen.
Das Finale fand am 11. Mai 1966 im Heysel-Stadion von Brüssel vor gut 55.000 Zuschauern statt.

## Vorrunde
Die Hinspiele fanden vom 29. August bis zum 6. Oktober, die Rückspiele vom 8. September bis zum 22. Oktober 1965 statt.
|                       | Gesamt |                      | Hinspiel | Rückspiel |
| --------------------- | ------ | -------------------- | -------- | --------- |
| ÍB Keflavík           | 02:13  | Ferencváros Budapest | 11:4 1   | 1:9       |
| Lyn Oslo              | 6:8    | Derry City           | 5:3      | 1:5       |
| Fenerbahçe Istanbul   | 1:5    | RSC Anderlecht       | 0:0      | 1:5       |
| Feijenoord Rotterdam  | 2:6    | Real Madrid          | 2:1      | 0:5       |
| KS 17. Nëntori Tirana | 0:1    | FC Kilmarnock        | 0:0      | 0:1       |
| Djurgårdens IF        | 2:7    | Lewski Sofia         | 2:1      | 0:6       |
| Drumcondra FC         | 1:3    | ASK Vorwärts Berlin  | 1:0      | 0:3       |
| Linzer ASK            | 2:5    | Górnik Zabrze        | 1:3      | 21:2 2    |
| Lausanne-Sports       | 0:4    | Sparta Prag          | 0:0      | 0:4       |
| HJK Helsinki          | 2:9    | Manchester United    | 2:3      | 0:6       |
| Partizan Belgrad      | 4:2    | FC Nantes            | 2:0      | 2:2       |
| Panathinaikos Athen   | 4:2    | Sliema Wanderers     | 4:1      | 0:1       |
| Dinamo Bukarest       | 7:2    | Boldklubben 1909     | 4:0      | 3:2       |
| Stade Düdelingen      | 00:18  | Benfica Lissabon     | 10:8 3   | 00:10     |
| APOEL Nikosia         | 00:10  | Werder Bremen        | 40:5 4   | 0:5       |

## 1. Runde
Die Hinspiele fanden vom 9. November bis zum 1. Dezember, die Rückspiele vom 17. November bis zum 15. Dezember 1965 statt.
|                      | Gesamt |                     | Hinspiel | Rückspiel |
| -------------------- | ------ | ------------------- | -------- | --------- |
| Partizan Belgrad     | 3:1    | Werder Bremen       | 3:0      | 0:1       |
| Ferencváros Budapest | 3:1    | Panathinaikos Athen | 0:0      | 3:1       |
| Lewski Sofia         | 4:5    | Benfica Lissabon    | 2:2      | 2:3       |
| FC Kilmarnock        | 3:7    | Real Madrid         | 2:2      | 1:5       |
| ASK Vorwärts Berlin  | 1:5    | Manchester United   | 0:2      | 1:3       |
| Derry City           | 0:9    | RSC Anderlecht      | 0:9      | 1         |
| Sparta Prag          | 5:1    | Górnik Zabrze       | 3:0      | 22:1 2    |
| Dinamo Bukarest      | 2:3    | Inter Mailand       | 2:1      | 0:2       |

## Viertelfinale
Die Hinspiele fanden vom 2. Februar bis zum 2. März, die Rückspiele am 2./9. März 1966 statt.
|                   | Gesamt |                      | Hinspiel | Rückspiel |
| ----------------- | ------ | -------------------- | -------- | --------- |
| Manchester United | 8:3    | Benfica Lissabon     | 3:2      | 5:1       |
| Inter Mailand     | 5:1    | Ferencváros Budapest | 4:0      | 1:1       |
| RSC Anderlecht    | 3:4    | Real Madrid          | 1:0      | 2:4       |
| Sparta Prag       | 4:6    | Partizan Belgrad     | 4:1      | 0:5       |

## Halbfinale
Die Hinspiele fanden am 13. April, die Rückspiele am 20. April 1966 statt.
|                  | Gesamt |                   | Hinspiel | Rückspiel |
| ---------------- | ------ | ----------------- | -------- | --------- |
| Partizan Belgrad | 2:1    | Manchester United | 2:0      | 0:1       |
| Real Madrid      | 2:1    | Inter Mailand     | 1:0      | 1:1       |

## Finale
| Real Madrid                                        | Real Madrid | Partizan Belgrad | Partizan Belgrad |
| -------------------------------------------------- | --- | --- | ---------------- |
| Real Madrid                                        | \| Finale \| \| 11. Mai 1966 in Brüssel (Heysel-Stadion) \| \| Ergebnis: 2:1 (0:0) \| \| Zuschauer: 55.000 \| \| Schiedsrichter: Rudolf Kreitlein ( BR Deutschland) \|                 | \| Finale \| \| 11. Mai 1966 in Brüssel (Heysel-Stadion) \| \| Ergebnis: 2:1 (0:0) \| \| Zuschauer: 55.000 \| \| Schiedsrichter: Rudolf Kreitlein ( BR Deutschland) \|                                                | Partizan Belgrad |
| Real Madrid                                        | José Araquistáin – Pachín, Pedro de Felipe, Ignacio Zoco, Manuel Sanchís – Pirri, Manuel Velázquez – Fernando Serena, Amancio, Ramón Grosso, Francisco Gento Cheftrainer: Miguel Muñoz | Milutin Šoškić – Fahrudin Jusufi, Branko Rašović, Velibor Vasović, Ljubomir Mihailović – Vladimir Kovačević, Radoslav Bečejac – Mane Bajić, Mustafa Hasanagić, Milan Galić, Josip Pirmajer Cheftrainer: Abdulah Gegić | Partizan Belgrad |
| Real Madrid                                        | 1:1 Amancio (70.) 2:1 Fernando Serena (76.) | 0:1 Velibor Vasović (55.) | Partizan Belgrad |
| Finale                                             | | |                  |
| 11. Mai 1966 in Brüssel (Heysel-Stadion)           | | |                  |
| Ergebnis: 2:1 (0:0)                                | | |                  |
| Zuschauer: 55.000                                  | | |                  |
| Schiedsrichter: Rudolf Kreitlein ( BR Deutschland) | | |                  |

## Beste Torschützen
| Rang | Spieler           | Klub                 | Tore |
| ---- | ----------------- | -------------------- | ---- |
| 1    | Flórián Albert    | Ferencváros Budapest | 7    |
|      | Eusébio           | Benfica Lissabon     | 7    |
| 3    | John Connelly     | Manchester United    | 6    |
|      | Mustafa Hasanagić | Partizan Belgrad     | 6    |
| 5    | Amancio Amaro     | Real Madrid          | 5    |
|      | Ferenc Puskás     | Real Madrid          | 5    |
|      | Georgi Asparuchow | Lewski Sofia         | 5    |
|      | David Herd        | Manchester United    | 5    |
|      | Ivan Mráz         | Sparta Prag          | 5    |
| 10   | George Best       | Manchester United    | 4    |
|      | José Augusto      | Benfica Lissabon     | 4    |
|      | Andrej Kvašňák    | Sparta Prag          | 4    |
|      | Jacques Stockman  | RSC Anderlecht       | 4    |
|      | Paul Van Himst    | RSC Anderlecht       | 4    |

## Eingesetzte Spieler Real Madrid
| Real Madrid | |
| Real Madrid | - Tor: Antonio Betancort (7/-); José Araquistáin (2/-) - Abwehr: Pirri (9/4); Manuel Sanchís (8/-); Pedro de Felipe (7/-); Pachín (5/-); Vicente Miera (4/-); José Santamaría (2/-); Antonio Calpe (1/-) - Mittelfeld: Ignacio Zoco (9/-); Ramón Grosso (8/2); Manuel Velázquez (5/-); Félix Ruiz (3/1); Ramón Tejada (3/-) - Sturm: Francisco Gento (9/3); Amancio (7/5); Fernando Serena (5/1); Ferenc Puskás (3/5); Juan Agüero (1/-); José Veloso (1/-) - Trainer: Miguel Muñoz |